# Fletikumab
Il fletikumab (NNC0109-0012 secondo la Denominazione Comune Internazionale) è un anticorpo monoclonale che ha per target molecolare l'interleuchina 20; è stato progettato per il trattamento dell'artrite reumatoide. È stato prodotto dalla casa farmaceutica Novo Nordisk fino a quando l'azienda ha smesso di dedicarsi alla produzione di farmaci con funzione antinfiammatoria.